# Aureville
Aureville település Franciaországban, Haute-Garonne megyében. Lakosainak száma 1022 fő (2022. január 1.). Aureville Vigoulet-Auzil, Clermont-le-Fort, Corronsac, Espanès, Goyrans, Lacroix-Falgarde, Mervilla és Rebigue községekkel határos.

## Népesség
A település népességének változása:
| Lakosok száma | 171  | 372  | 455  | 684  | 810  | 851  | 899  | 921  | 969  | 1022 |
|               | 1968 | 1982 | 1990 | 2006 | 2013 | 2015 | 2017 | 2019 | 2020 | 2022 |